# Lherm (Lot)
Lherm is een gemeente in het Franse departement Lot (regio Occitanie) en telt 230 inwoners (2004). De plaats maakt deel uit van het arrondissement Cahors.

## Geografie
De oppervlakte van Lherm bedraagt 13,6 km², de bevolkingsdichtheid is 16,9 inwoners per km².
De onderstaande kaart toont de ligging van Lherm (Lot) met de belangrijkste infrastructuur en aangrenzende gemeenten.

## Demografie
Onderstaande figuur toont het verloop van het inwonertal (bron: INSEE-tellingen).